# Відносини Мальтійський орден — Європейський Союз
Відносини Суверенного Військового Мальтійського Ордену та Європейського Союзу — це дипломатичні відносини між Суверенним військовим Мальтійським орденом і Європейським Союзом (ЄС). Вони були офіційно створені в 2003 році, коли Мальтійський орден заснував представництво та офіс у Брюсселі, будучи в контакті з Європейською комісією з початку 1990-х років.

## Представництво та визнання
Унікальне серед релігійних орденів Європи, представництво Мальтійського ордену визнається дипломатичним органом виключно Комісією, а не іншими установами чи державами- членами ЄС. Ця домовленість була офіційно оформлена в 2007 році, коли повноваження Представництва ЄС при Святому Престолі, створеного у 2006 році, було розширено, щоб охопити SMOM.

## Співпраця
Мальтійський орден заявив про намір своїх багатосторонніх відносин, таких як відносини з ЄС, пропагувати гуманітарні цінності, включаючи «права людини, охорону здоров'я [і] продовольчу безпеку». Так само ЄС вважає свою дипломатію з Мальтійським орденом цінним «у сферах екстреної допомоги, медичної допомоги, боротьби з бідністю та голодом, а також спеціальної допомоги людям, які постраждали від конфліктів». З 6 березня 2012 року обидві сторони продовжували співпрацювати, щоб розробити стратегію захисту «священних місць» у Середземному морі за сприяння Бюро радників з європейської політики (BEPA).

## Див.також
- Святий Престол і Європейський Союз
- Святий Престол і Організація Об'єднаних Націй
- Мальта в Європейському Союзі